# Romaria de Xapuri
A Romaria de São Sebastião de Xapuri, realizada todos os anos no município de Xapuri, no estado do Acre, é uma das mais antigas e significativas manifestações de fé popular da região Norte do Brasil.

## Origens Históricas
A tradição da romaria em homenagem a São Sebastião se desenvolveu no começo do século XX, quando os primeiros moradores de Xapuri – muitos deles seringueiros, migrantes nordestinos e descendentes de colonos – escolheram o santo como padroeiro da cidade. A primeira procissão em homenagem a São Sebastião ocorreu oito meses antes da retomada do município pela Revolução Acriana, em 1902.
A Igreja de São Sebastião teve sua construção iniciada em 1950, com um projeto arquitetônico em um estilo eclético com influência greco-romana. Projetada pelos padres Felipe Gallerani e Carlos Zucchini, a igreja tem como principal relíquia uma imagem de São Sebastião trazida da Itália e doada por Epaminondas Jácome em 1915.
Naquela época, as celebrações eram simples, realizadas com terços, novenas e pequenos cortejos com a imagem do santo pelas ruas ainda de terra batida da vila. Com o tempo, a devoção cresceu, e a festa religiosa foi se estruturando até se transformar em um dos maiores eventos religiosos do estado do Acre.

### A Procissão
O ponto alto da festa é a tradicional procissão do dia 20 de janeiro, data dedicada a São Sebastião. Neste dia, milhares de fiéis percorrem as ruas de Xapuri em um cortejo que mistura emoção, cantos religiosos, orações e promessas. A imagem do santo é carregada em andor, decorado com flores e fitas, e seguida por famílias inteiras, muitos dos quais participam descalços ou com roupas brancas, em sinal de devoção e agradecimento por graças alcançadas.
A procissão parte da igreja matriz de São Sebastião, localizada no centro histórico da cidade, e segue por um trajeto cuidadosamente preparado, com apoio da comunidade, das paróquias e da Prefeitura Municipal. Durante o percurso, moradores enfeitam suas casas, montam altares improvisados e oferecem água e alimentos aos romeiros, em um verdadeiro espírito de partilha e solidariedade.

### Programação Religiosa e Cultural
A preparação para a romaria começa dias antes, com o chamado "novenário", uma sequência de nove dias de orações, missas, pregações e atividades religiosas, que têm como objetivo preparar espiritualmente os fiéis para o grande dia. Durante esse período, a igreja matriz fica lotada todas as noites, reunindo pessoas de todas as idades.
Além da programação estritamente religiosa, a festa de São Sebastião também se tornou um evento cultural e social de grande importância para Xapuri. São realizados shows, apresentações folclóricas, feiras de artesanato e gastronomia regional, bem como ações de cidadania, saúde e empreendedorismo. Essa integração entre fé e cultura contribui para manter viva a tradição e atrair visitantes de outras cidades e estados.
A festa movimenta significativamente a economia local. Pousadas e hotéis ficam lotados, o comércio tem aumento expressivo nas vendas e ambulantes aproveitam o grande fluxo de pessoas para comercializar comidas típicas, lembranças religiosas, artesanato e roupas. Além disso, muitos pequenos produtores rurais e empreendedores familiares participam das feiras montadas na praça central, fortalecendo a economia comunitária.

### Modernização e Inovação no Século XXI
Nos últimos anos, a Romaria de São Sebastião tem passado por um processo de modernização, com o apoio do Governo do Acre e da Prefeitura de Xapuri. A festa passou a integrar também iniciativas voltadas à qualificação profissional, inclusão digital e desenvolvimento sustentável.
Entre as ações, foram ofertados cursos gratuitos, serviços de orientação ao trabalhador, ações da Secretaria de Estado de Educação, e até mesmo um campeonato de games para atrair o público jovem. Essa modernização tem como objetivo ampliar o alcance da festa, envolvendo novos públicos e oferecendo oportunidades para a comunidade local, especialmente os jovens.